# 1937 Locarno
1937 Locarno è un asteroide della fascia principale del diametro medio di circa 13,11 km. Scoperto nel 1973, presenta un'orbita caratterizzata da un semiasse maggiore pari a 2,3775046 UA e da un'eccentricità di 0,1564574, inclinata di 12,47376° rispetto all'eclittica.